# Acrotona dilutipennis
Acrotona dilutipennis är en skalbaggsart som först beskrevs av Victor Ivanovitsch Motschulsky 1858.  Acrotona dilutipennis ingår i släktet Acrotona och familjen kortvingar. Inga underarter finns listade i Catalogue of Life.